# Greenstone (Ontario)
Greenstone es un municipio canadiense situado en la provincia de Ontario.

## Superficie
Greenstone tiene una superficie de 2727,04 km².

## Demografía
En 2021, tenía 4309 habitantes, una densidad poblacional de 1,6 hab./km², y 2449 viviendas.